# Giuseppe Almici
Giuseppe Almici (Zone, 6 febbraio 1904 – Brescia, 24 settembre 1985) è stato un vescovo cattolico italiano.

## Biografia

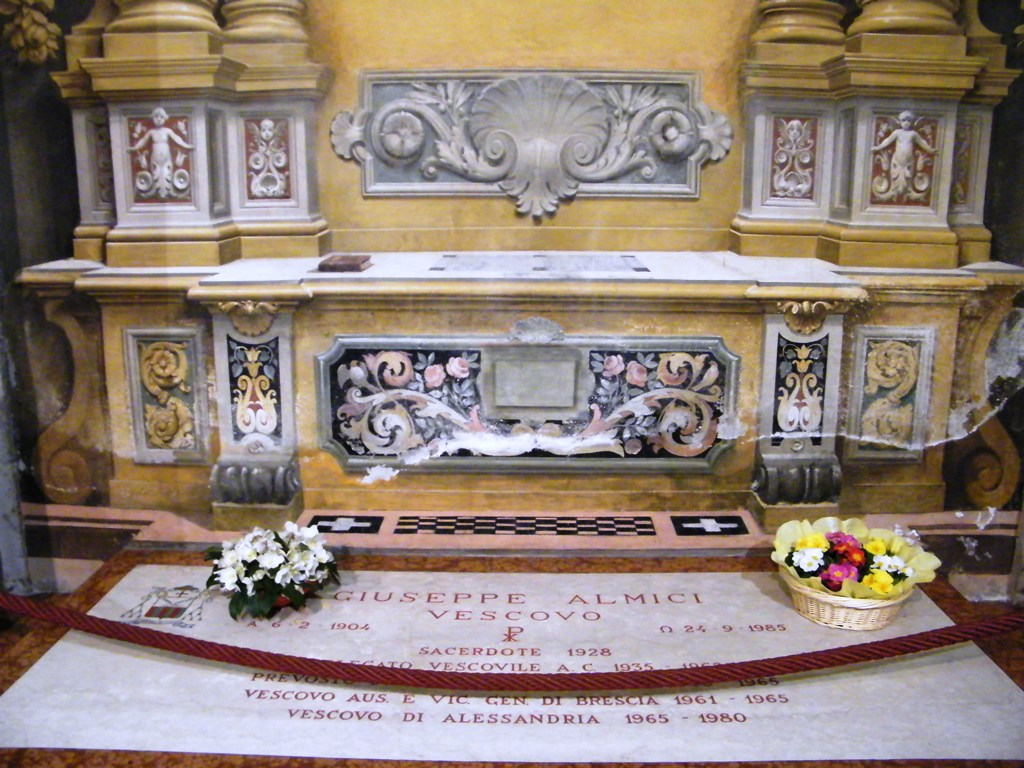
La tomba di mons. Giuseppe Almici nella chiesa di San Giovanni Battista a Zone

Nato da una antica famiglia di Zone, prima di diventare vescovo di Alessandria, ha avuto ruoli e posizioni di grande importanza nel Bresciano, e non solo in campo pastorale ed ecclesiastico. Giuseppe è il terz’ultimo di undici figli. Ragazzo vivace e intelligente, riesce a studiare da privatista durante gli anni della Grande guerra, e solo nel 1919 riesce ad entrare in seminario. Viene ordinato sacerdote il 2 giugno 1928, da mons. Giacinto Gaggia. Subito dopo ottiene la licenza in Teologia dogmatica e viene nominato superiore al Seminario che si apre a Botticino Sera.  Nel 1935, mons. Giacinto Tredici, appena diventato vescovo, lo nomina assistente diocesano degli Uomini di Azione Cattolica. Don Almici è tra i promotori del movimento clandestino cattolico durante la Resistenza, con Andrea Trebeschi, Pietro Bulloni, Guido Salvadori, padre Manziana, don Vender e padre Rinaldini. Per miracolo sfugge alla cattura nei giorni della fucilazione di Astolfo Lunardi. La classe dirigente che si raccoglie intorno alla Dc dopo la Liberazione è in larga misura la stessa che negli anni precedenti aveva avuto come punto di riferimento casa Almici, in via Carlo Cattaneo. L’Azione Cattolica è sempre il suo campo prediletto di impegno. Nel giugno 1960 la Santa Sede lo nomina Prevosto Mitrato della Parrocchia dei Santi Nazaro e Celso a Brescia. Nell’aprile 1961 è preconizzato vescovo ausiliare di Brescia e vescovo titolare di Arcadia. La consacrazione avviene il 28 maggio, in Cattedrale. Tra i doni, riceve anche un anello pastorale inviato dal cardinale Giovan Battista Montini, allora arcivescovo di Milano. L’annuncio della sua nomina a vescovo di Alessandria viene dato il 16 gennaio 1965; l’ingresso avviene il 19 marzo. Ad Alessandria, rimane fino al 17 luglio 1980. Da quella data alla sua morte fu vescovo emerito di Alessandria. Torna a Brescia e risiede al Centro pastorale Paolo VI, dove spira la sera del 24 settembre 1985.

## Genealogia episcopale
La genealogia episcopale è:
- Cardinale Scipione Rebiba
- Cardinale Giulio Antonio Santori
- Cardinale Girolamo Bernerio, O.P.
- Vescovo Claudio Rangoni
- Arcivescovo Wawrzyniec Gembicki
- Arcivescovo Jan Wężyk
- Vescovo Piotr Gembicki
- Vescovo Jan Gembicki
- Vescovo Bonawentura Madaliński
- Vescovo Jan Małachowski
- Arcivescovo Stanisław Szembek
- Vescovo Felicjan Konstanty Szaniawski
- Vescovo Andrzej Stanisław Załuski
- Arcivescovo Adam Ignacy Komorowski
- Arcivescovo Władysław Aleksander Łubieński
- Vescovo Andrzej Stanisław Młodziejowski
- Arcivescovo Kasper Kazimierz Cieciszowski
- Vescovo Franciszek Borgiasz Mackiewicz
- Vescovo Michał Piwnicki
- Arcivescovo Ignacy Ludwik Pawłowski
- Arcivescovo Kazimierz Roch Dmochowski
- Arcivescovo Wacław Żyliński
- Vescovo Aleksander Kazimierz Bereśniewicz
- Arcivescovo Szymon Marcin Kozłowski
- Vescovo Mečislovas Leonardas Paliulionis
- Arcivescovo Bolesław Hieronim Kłopotowski
- Arcivescovo Jerzy Józef Elizeusz Szembek
- Vescovo Stanisław Kazimierz Zdzitowiecki
- Cardinale Aleksander Kakowski
- Papa Pio XI
- Cardinale Alfredo Ildefonso Schuster, O.S.B.
- Arcivescovo Giacinto Tredici, O.SS.C.A.
- Vescovo Giuseppe Almici